# Coryphophylax
Coryphophylax es un género de iguanios de la familia Agamidae. Sus especies son endémicas de las islas Andamán y Nicobar.

## Especies
Se reconocen las 2 especies siguientes:
- Coryphophylax brevicaudus Harikrishnan, Vasudevan, Chandramouli, Choudhury, Dutta & Das, 2012
- Coryphophylax subcristatus (Blyth, 1860)